# 음성 팔성리 고가
음성 팔성리 고가(陰城 八聖里 古家)는 충청북도 음성군 생극면 팔성리에 있는 일제강점기의 건축물이다. 1985년 12월 28일 충청북도의 문화재자료 제3호로 지정되었다.

## 개요
1930년경 세운 집으로 원래는 사랑채를 갖추고 있었으나 지금은 안채만 남아 있다. 안채는 낮은 자연석 기단 위에 세운 ㄱ자형 평면을 가진 건물이다. 지붕은 옆면에서 볼 때 여덟 팔(八)자 모양을 한 팔작지붕이고, 중앙에 대청마루를 두고 양 옆으로 온돌방을 두었다. 온돌방은 앞뒤로 칸이 나뉜 겹집 형태이며, 건물 앞쪽으로는 툇마루를 덧대어 마루가 넓어 보인다.

## 참고 자료
- 음성 팔성리 고가 - 국가유산청 국가유산포털